# Moulay Idriss Khanoussi
Moulay Idriss Khanoussi (in arabo مولاي إدريس الخنوسي‎?; 21 giugno 1939) è un ex calciatore marocchino, di ruolo difensore.

## Carriera
Partecipò con la nazionale del Marocco alle olimpiadi del 1964, senza mai scendere in campo e  al mondiale 1970, giocò inoltre per il Maghreb Association Sportive de Fès.